# Hővezetési tényező
Ha egy rendszeren belül a hőmérséklet a hely függvényében különböző, akkor önmagától olyan folyamat indul el, hogy a hőmérséklet kiegyenlítődjék. E transzportjelenség neve a hővezetés. A hőmennyiség áramlása a termodinamika második főtétele szerint önként mindig a nagyobb hőmérsékletű hely felől a kisebb hőmérsékletű hely felé történik.
Az anyagok különféle mértékben vezetik a hőt. A vezetés mértékének a jellemzésére használjuk a hővezetési tényezőt (λ), amely az anyagi állandók egyike. A hővezetési tényezőt a Fourier-törvény alapján definiáljuk.

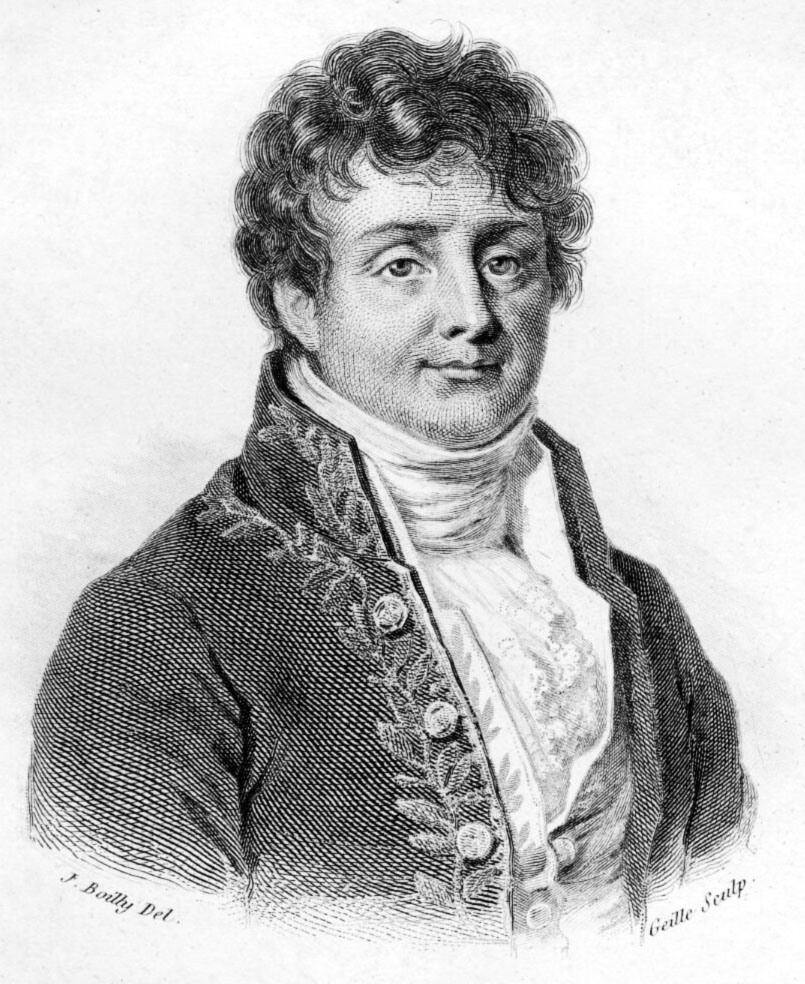
Joseph Fourier (1768-1830) francia matematikus és fizikus

Két párhuzamos, egymástól dx távolságra lévő, dT hőmérséklet-különbségű, A nagyságú szilárd falfelület között kialakuló hőáramsűrűség nagyságát matematikailag elsőként Jean Baptiste Joseph Fourier fogalmazta meg 1822-ben:
{\displaystyle j_{Q}=-\lambda {\frac {\mathrm {d} T}{\mathrm {d} x}}=\lambda |\mathrm {grad} (T)|}
és
{\displaystyle \lambda ={\frac {\mathrm {d} Q}{A\mathrm {\cdot } {d}t\cdot |\mathrm {grad} T|}}}
ahol:
Q a hőmennyiség, J
T a hőmérséklet, K
λ a hővezetési tényező, W/(m·K)
A a keresztmetszet, m2
x a hosszúság, m
A hővezetési tényező számszerű értéke azt a hőmennyiséget adja meg, amely az adott anyag egységnyi keresztmetszetén, egységnyi hőmérséklet-gradiens hatására időegység alatt áthalad. Ez az adat a hővezető képességet – vagy annak a reciprokát, a hőszigetelő képességet – jellemzi.
A hővezetés jelenségét ismerjük a gyakorlatból: tegyük tenyerünket egy fa asztal lapjára, majd ugyanebben a helyiségben egy (nem melegített) fém felületre. A két felület valószínűleg ugyanolyan hőmérsékletű, azonban mivel a fém hővezetési tényezője nagyobb, így azt hidegebbnek fogjuk érezni, mert gyorsabban, jobban vezeti el tenyerünktől a hőt.

## Anyagok hővezetési tényezője
| Anyag                | Hővezetési tényező λ, {\displaystyle {\frac {W}{mK}}} |
| -------------------- | ----------------------------------------------------- |
| Réz                  | 401                                                   |
| Alumínium            | 237                                                   |
| Sárgaréz             | 120                                                   |
| Cink                 | 110                                                   |
| Ötvözetlen acél      | 50                                                    |
| Ötvözött acél, V2A   | 15                                                    |
| Ólom                 | 35                                                    |
| Gránit               | 2,8                                                   |
| Beton                | 2,1                                                   |
| Üveg                 | 1,0                                                   |
| Vakolat              | 1,0                                                   |
| Vályog               | 0,47 – 0,93                                           |
| Falazó tégla (tömör) | 0,5 – 1,4                                             |
| Fa                   | 0,13 – 0,18                                           |
| Poroton-tégla        | 0,09 – 0,45                                           |
| Üveggyapot           | 0,04 – 0,05                                           |
| Polisztirol-hab      | 0,035 – 0,050                                         |
| Levegő               | 0,024                                                 |
| Aerogél              | 0,013                                                 |

| Anyag           | Hővezetési tényező λ, {\displaystyle {\frac {W}{mK}}} |
| --------------- | ----------------------------------------------------- |
| Szén nanocsövek | 6000                                                  |
| Szén (gyémánt)  | 2300                                                  |
| Szén (grafit)   | 119 – 165                                             |
| Ezüst           | 429                                                   |
| Arany           | 310                                                   |
| Magnézium       | 170                                                   |
| Volfrám         | 167                                                   |
| Kálium          | ~135                                                  |
| Nikkel          | 85                                                    |
| Vas             | 80,2                                                  |
| Platina         | 71                                                    |
| Cink            | 67                                                    |
| Tantál          | 54                                                    |
| Titán           | 22                                                    |
| Bizmut          | 8,4                                                   |
| Higany          | 8,3                                                   |
| Jég (-20,0 °C)  | 2,33                                                  |
| Víz             | 0,6                                                   |
| Hidrogén        | 0,18                                                  |
| Hélium          | 0,144                                                 |
| Oxigén          | 0,023                                                 |
| Nitrogén        | 0,02                                                  |
| Argon           | 0,016                                                 |
| Szén-dioxid     | 0,015                                                 |
| Vákuum          | ~0,0                                                  |
| Olaj            | 0,13                                                  |

Az építőiparban a fajlagos hővezetési tényezőt (az U-értéket) használják gyakrabban. Ennek mértékegysége W/(m2K), képlete:
{\displaystyle U={\frac {1}{{\frac {1}{h_{i}}}+\Sigma (\mathrm {d} /\lambda )+{\frac {1}{h_{e}}}}}}
ahol:
hi és he a belső, illetve külső oldali hőátadási tényező (korábbi jelölése αi és αe)
d az adott szerkezeti réteg vastagsága
λ a szerkezeti réteg anyagra jellemző hővezetési tényezője